# 普拉语
普拉语或上游夫拉语是中国夫拉族使用的一种彝语群方言连续体。
普拉标准语 (Phola) 由13,000人使用。
阿罗普拉语 (Alo Phola) 在云南元江哈尼族彝族傣族自治县澧江镇大水平村土锅寨由被傣族环绕的约500人使用。
帕拉语 (Phala) 由13,000族群人口中的约12,000人使用。 
代表性普拉方言是元江哈尼族彝族傣族自治县洼垤乡罗垤方言，由Pelkey (2011)研究。